# 슬로바키아의 폴란드 침공

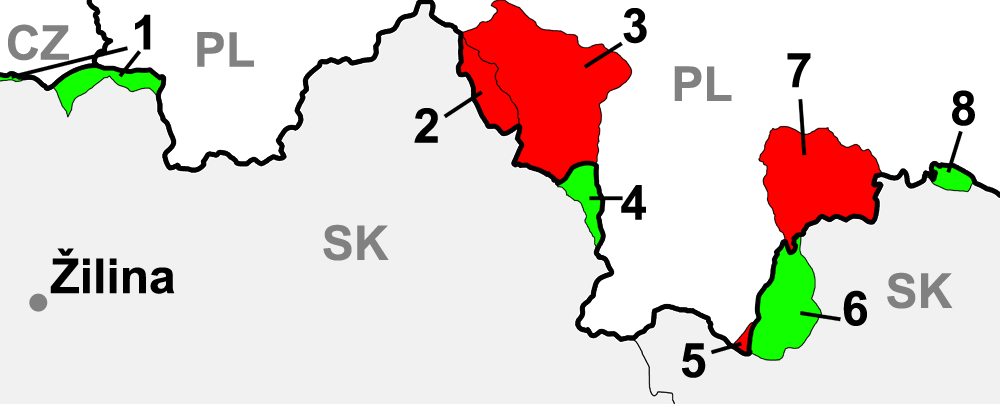
폴란드와의 국경 분쟁 지역. 빨간색으로 표시된 영역은 1920년 폴란드가 점령한 영역이고, 녹색 영역은 체코슬로바키아가 점령한 영역이다.

슬로바키아의 폴란드 침공(영어: Slovak invasion of Poland)은 1939년 폴란드 침공 당시 발생한 전쟁이다. 당시 독립한 슬로바키아 공화국의 베르놀라크 육군(영어: Field Army Bernolák) 3개 사단 5만 명의 군인이 폴란드를 공격했다. 폴란드의 주군은 국경 북쪽에서 독일과 교전하고 있었기 때문에, 슬로바키아는 약한 저항을 만나며 최소한의 손실을 입었다.

## 배경
1939년 3월 14일, 슬로바키아 공화국이 독일의 슬로바키아 영역에서 종속국 상태로 독립한다. 그 이전 1938년 11월 2일에 슬로바키아의 헝가리인 거주 상당 부분이 제1차 빈 중재로 헝가리 육군에게 점령되었다. 폴란드와 슬로바키아의 분쟁 지역은 독일과 폴란드가 점령했다. 또, 폴란드는 뮌헨 협정의 여파로 1938년 12월 1일에 분쟁 지역들을 점령했다. 또한, 몇몇 폴란드 정치인들은 헝가리 지역을 분할하기 위해 헝가리인들을 지원하기도 했다.
1939년 7월 20일부터 21일까지 독일과의 비밀 토의 후, 슬로바키아는 폴란드 침공에 동참하기로 결정했다. 또한, 슬로바키아는 독일 침공을 위해 슬로바키아 영토를 이용할 수 있다는 약속도 받아냈다. 8월 26일에는 슬로바키아의 동원으로 51,306명의 병사로 구성된 첫 슬로바키아 육군이 탄생했다. 또한, 16만명의 예비군이 완성되었으며 9월 20일까지 115,000명이 전투에 참가했다.

## 전투 서열
베르놀라크 육군은 슬로바키아 국방부 장관인 페르디난트 차틀로시가 지휘했으며, 초기 지휘부는 스피슈스카노바베스였으나 9월 8일 이후 프레쇼우 근처로 옮겼다. 이 군은 다음으로 구성되었다.
- 제1 보병 사단으로 율라 야노셰크가 지휘하고, 지휘부는 프레쇼우에 위치했다.
- 제2 보병 사단 "어거스트 호리슬라브 슈쿠르톄시"는 알렉산더 춘데르니크가 지휘하고, 지휘부는 브레즈노-포프라트에 위치했다.
- 제3 보병 사단 "마틴 라주스"는 어거스틴 마라르가 지휘하고, 지휘부는 고타트리산맥 동부에 위치했다.
- 차량화 사단 "얀 칼린셰크"는 9월 5일 생성되었으나 전선에 배치하기 전 전쟁이 끝났다.

이 집단군은 독일 남부 집단군의 윌리엄 리스트의 제14군에 소속되어 있었고, 이 군은 5개 보병 사단, 3개 산악 사단, 2개 기갑 사단, 1개 공군 사단으로 이루어져 있었다. 베르놀라크 육군의 임무는 폴란드의 슬로바키아 침공을 막기 위해 독일군을 지원하는 것이었다. 그 곳에서 방어하고 있던 폴란드 카르파티군이 있었으나, 포병과 기갑 사단 없이 보병 사단으로만 구성되어 있었다.

## 전역
공격은 9월 1일 오전 5시, 슬로바키아 제1 사단이 트란스카냐 야보르니아와 자코파네 마을을 점령하고, 독일 제2 산악 사단과 함께 노위 타르그 마을로 전진하며 시작되었다. 9월 4일부터 5일까지, 폴란드 육군과 전투를 계속하였다. 9월 7일 사단이 전진을 중단하며 폴란드 국경 30km까지 진격했다. 나중에 사단이 후퇴하며 9월 29일까지 1개 대대가 자코포제, 유르고브, 자보르나를 점령했다.
제2 보병 사단은 예비 사단과 점령지 주둔 사단으로 편성되었다. 이 군은 칼린셰크 군이 지원했다. 제3 보병 사단은 슬로바키아 국경의 스타라 루보브나부터 헝가리 국경 170km 방어에 편성되었다. 이 군은 사소한 접전이 있었고 몇 일 후 폴란드 국경으로 배치되었으며 9월 11일에 진격을 중단했다.
2-3기의 슬로바키아 공군 편대(코드명 릴리, Ľalia)가 정찰, 폭격과 독일 전투기 지원으로 활동하였다. 비행기 2기가 대공무기에 실수로 손상되었고, 1기가 격추되었다. 총 독일 사단의 사상자는 37명 사망, 114명 부상 및 11명 실종이었다.

## 영향

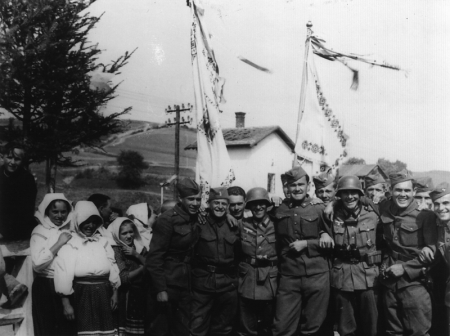
1939년 폴란드 코만치아에서 독일과 슬로바키아군이 우크라이나 시민과 웃는 모습.

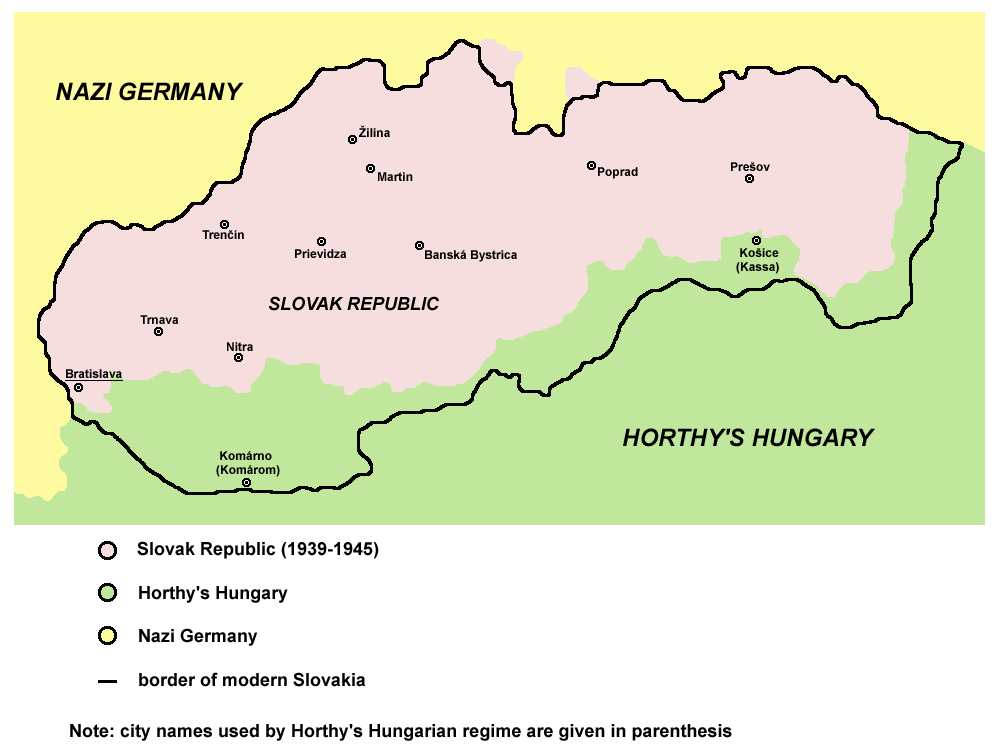
전쟁 후 슬로바키아의 영토.

모든 슬로바키아 군은 1939년 9월 전쟁이 끝나기 전까지 모두 후퇴했다. 10월 5일, 포프라트에서 승리 기념 퍼레이드가 열렸다. 모든 동원군은 점차 동원 해제되었으며 베르놀라크 육군은 10월 7일에 해산되었다.
슬로바키아 군은 폴란드에서 1,350명의 포로를 가졌다. 1940년 2월, 이들 중 1,200명은 독일로 보내졌고 나머지 중 일부는 소련으로 떠났다. 나머지 사람들은 슬로바키아 레셰트 포로수용소로 보내졌다.
1920년부터 1938년까지 폴란드와의 모든 분쟁 지역은 1939년 12월 11일 슬로바키아 의회 결의에 따라 슬로바키아에게 합병되었다. 아돌프 히틀러에게 자포로제 별장 제공은 거부되었다. 이 조약은 1945년 5월 20일 1920년 이전 국경으로 돌아갈 때까지 유지되었다.
폴란드 침공 당시, 슬로바키아 육군은 패배로 인한 명성을 회복하기 위해 슬로바키아-헝가리 전쟁을 일으켰다. 1941년, 슬로바키아는 바르바로사 작전에 참가했다.

## 추가 자료
- Charles K. Kliment and Břetislav Nakládal: Germany's First Ally, Schiffer Publishing, 1998, ISBN 0-7643-0589-1. The book covers the Slovak Armed Forces in World War II. 2003 Czech edition, ISBN 80-206-0596-7.
- Igor Baka: Slovensko vo vojne proti Poľsku v roku 1939 (Slovakia during the war against Poland in 1939), Vojenská história, 2005, No 3.

## 같이 보기
- 카르파티군
- 베르놀라크 육군